# Раирана бодлива акула
Раираната бодлива акула (Etmopterus bullisi) е вид акула от семейство Светещи акули (Etmopteridae).

## Разпространение и местообитание
Видът е разпространен в Ангуила, Барбадос, Гваделупа, Гренада, Доминика, Колумбия, Куба, Мартиника, Никарагуа, САЩ (Джорджия, Северна Каролина, Флорида и Южна Каролина), Сейнт Винсент и Гренадини, Сейнт Китс и Невис, Сейнт Лусия, Хондурас и Ямайка.
Обитава крайбрежията на океани, морета и реки. Среща се на дълбочина от 274 до 778 m, при температура на водата от 8,2 до 15,2 °C и соленост 34,9 – 36,1 ‰.